# Raketoplan
Raketoplan je letjelica na raketni pogon koja ima uzgonske površine (krila) za let kroz atmosferu. Naziv obuhvaća letjelice koje lete samo u atmosferi (raketni zrakoplovi), te one koje dio leta provedu izvan nje (orbitalni raketoplani).

## Orbitalni raketoplan
Orbitalni raketoplani namijenjeni su za transport astronauta i tereta u zemljinu orbitu. Za razliku od klasičnih svemirskih letjelica koje se na zemlju vraćaju padobranom, orbitalni raketoplan se na zemlju vraća jedreći poput jedrilice te slijeće na pistu poput zrakoplova. Zbog ove osobine mogu se više puta koristiti za ponovne letove u svemir.
Američki Space Shuttle i sovjetski (kasnije ruski) program Buran su najpoznatiji primjeri orbitalnih raketoplana.
Izvorno su zamišljeni kao jeftinija zamjena klasičnih raketa s obzirom na njihovu ponovnu iskoristivost. U praksi se na primjeru američkog Space Shuttlea ispostavilo da troškovi održavanja premašuju troškove lansiranja posade i tereta klasičnim raketama, tako da je NASA odlučila da se nakon umirovljenja Space shuttlea umjesto projektiranja nove generacije orbitalnih raketoplana vrati klasičnim raketama koje će biti osnova novog projekta Orion.